# 85121 Loehde
85121 Loehde este un asteroid din centura principală de asteroizi.

## Descriere
85121 Loehde este un asteroid din centura principală de asteroizi. A fost descoperit pe 27 mai 1976 la Siding Spring de Andrew Lowe. Asteroidul prezintă o orbită caracterizată de o semiaxă mare de 2,30 ua, o excentricitate de 0,08 și o înclinație de 6,0° în raport cu ecliptica.